# Bei Westwind hört man keinen Schuß
Bei Westwind hört man keinen Schuß ist ein Fernsehfilm von Sepp Strubel. Seine Erstausstrahlung erlebte er am 8. Dezember 1976 im Abendprogramm der ARD. Federführend bei der Produktion war der Hessische Rundfunk.

## Inhalt
Ein Fernsehteam möchte einen Film über das Brutverhalten der Möwen drehen. Dazu begeben sich Anselm Kiwitt, Jochen Kieselack und Harry Jungnickel auf die fiktive ostfriesische Nordseeinsel Mellogg. Bei der Überfahrt lernen sie den zurückhaltenden Biologen Dr. Schlünz kennen, der die Inselflora erforschen will. Einzige Bewohner Melloggs sind der kantige Inselvogt Dirksen und seine hübsche Tochter Swantje. Schon bald beginnen Jochen und Harry um die Gunst des jungen Mädchens zu buhlen, was weder Kiwitt noch Dirksen verborgen bleibt und beiden missfällt. Immer wieder kommt es in der Folgezeit zu verbalen Auseinandersetzungen zwischen den jungen Männern.
Eines Abends wird Dr. Schlünz um ein Haar das Opfer eines unbekannten Schützen, der in der Dunkelheit auf den Biologen schießt, aber nur dessen Hut trifft. Am darauffolgenden Abend erwischt es Jochen, doch er kommt glimpflich mit einem Streifschuss am Arm davon. Die ohnehin schon aufgeladene Stimmung erfährt einen weiteren Höhepunkt, als Kiwitt seinen Kollegen Jungnickel mit Swantje im Bett erwischt. Kiwitt missbilligt das Verhalten Jungnickels ausdrücklich, da die unbedarfte Swantje bereits Zukunftspläne mit Harry schmiedet, dieser Kiwitt aber als ausgemachter Schürzenjäger bekannt ist.
Am darauffolgenden Morgen liegt Harry tot am Strand – erschossen. Die nun vom Festland eintreffende Kriminalpolizei beginnt zu ermitteln und entdeckt in einem Schuppen am Haus ein geladenes Jagdgewehr. Entsprechende Munition wurde in unmittelbarer Nähe des Mordopfers gefunden. Obwohl es direkt neben der Kammer Jochens gefunden wurde, streitet dieser ab, das Gewehr zu kennen. Schließlich gibt Dr. Schlünz zu, Eigentümer der Waffe zu sein, die er als verpacktes Angelzeug auf die Insel gebracht habe. Er habe den Tod seines Sohnes Bernhard rächen wollen, der vor zwei Jahren in einem Sturm vor Mellogg ertrunken war, wofür er Dirksen verantwortlich mache. Bernhard und ein Freund hätten auf Mellogg angelegt, um sich etwas zu kochen, doch Dirksen habe die zwei vertrieben, obwohl er wusste, dass ein Sturm aufkommen würde. Die Jungen hätten die Insel wieder verlassen und seien in den Sturm geraten, in dem das Boot schließlich gekentert sei. Der Freund habe gerettet werden können, für Bernhard sei jede Hilfe zu spät gekommen. Er, Schlünz, habe mit Dirksen Kontakt aufgenommen, um als angeblicher Biologe Forschungen betreiben und so dem Vogt nahe sein zu können. In Wahrheit heiße er Ebeling und sei Leiter einer Sparkassenfiliale. Seinen Hut habe er selber durchschossen, um zunächst den Verdacht von sich abzulenken, der Anschlag auf Jochen sei ein Versehen gewesen, da es dunkel gewesen sei und Jochen die Mütze des Kapitäns getragen habe. Nach dem Schuss auf Jochen habe er von seinem Vorhaben Abstand genommen und das Gewehr in einem Kaninchenbau vergraben.
Nun fällt der Verdacht wieder auf Kieselack, dem der Kommissar unterstellt, das Gewehr an sich genommen und aufgrund der anhaltenden Auseinandersetzungen um Swantje seinen Kollegen getötet zu haben. Doch Kiwitt kann der Polizei einen handgeschriebenen Zettel präsentieren, den er bei der Leiche gefunden hatte. In diesem lädt Swantje Harry zu einem Treffen in den Dünen ein, doch die junge Frau bestreitet, dass es ihre Handschrift sei. So fordert der Kommissar alle Anwesenden zu einer Schriftprobe auf, aber Dirksen kommt ihm zuvor. Mit einem Gewehr die Anwesenden bedrohend, gesteht er, den Zettel geschrieben zu haben. Er habe zufällig mitbekommen, wie Dr. Schlünz alias Ebeling das Jagdgewehr versteckt habe, habe es an sich angenommen und wiederum zufällig das oben beschriebene Gespräch zwischen Kiwitt und Jungnickel mit angehört. Daraufhin habe er Jungnickel den Zettel in die Tasche gesteckt, ihn so in die Dünen gelockt, dort erschossen und die Tatwaffe danach im Schuppen versteckt. Nach diesem Geständnis flieht Dirksen zum Wasser, besteigt ein kleines Motorboot und fährt auf das offene Meer hinaus. Obwohl das Ende offenbleibt, ist anzunehmen, dass der Inselvogt im aufkommenden Sturm umkommen wird und bewusst den Freitod gewählt hat.

## Sonstiges
Dem Drehbuch liegt der gleichnamige Roman von Hansjörg Martin zugrunde, der selber die kleine Rolle des Polizeiarztes übernahm. Im Filmvorspann wird der Film als „Inselballade“ bezeichnet. Wolfgang Kieling fungiert in seiner Rolle als Anselm Kiwitt gelegentlich als Off-Sprecher. Unterlegt ist der Film mit der Musik des französischen Gitarristen Manitas de Plata. 